# 御堂站
御堂站（日语：／ Midō eki */?）是位於岩手縣岩手郡岩手町，屬於IGR岩手銀河鐵道的岩手銀河鐵道線車站。

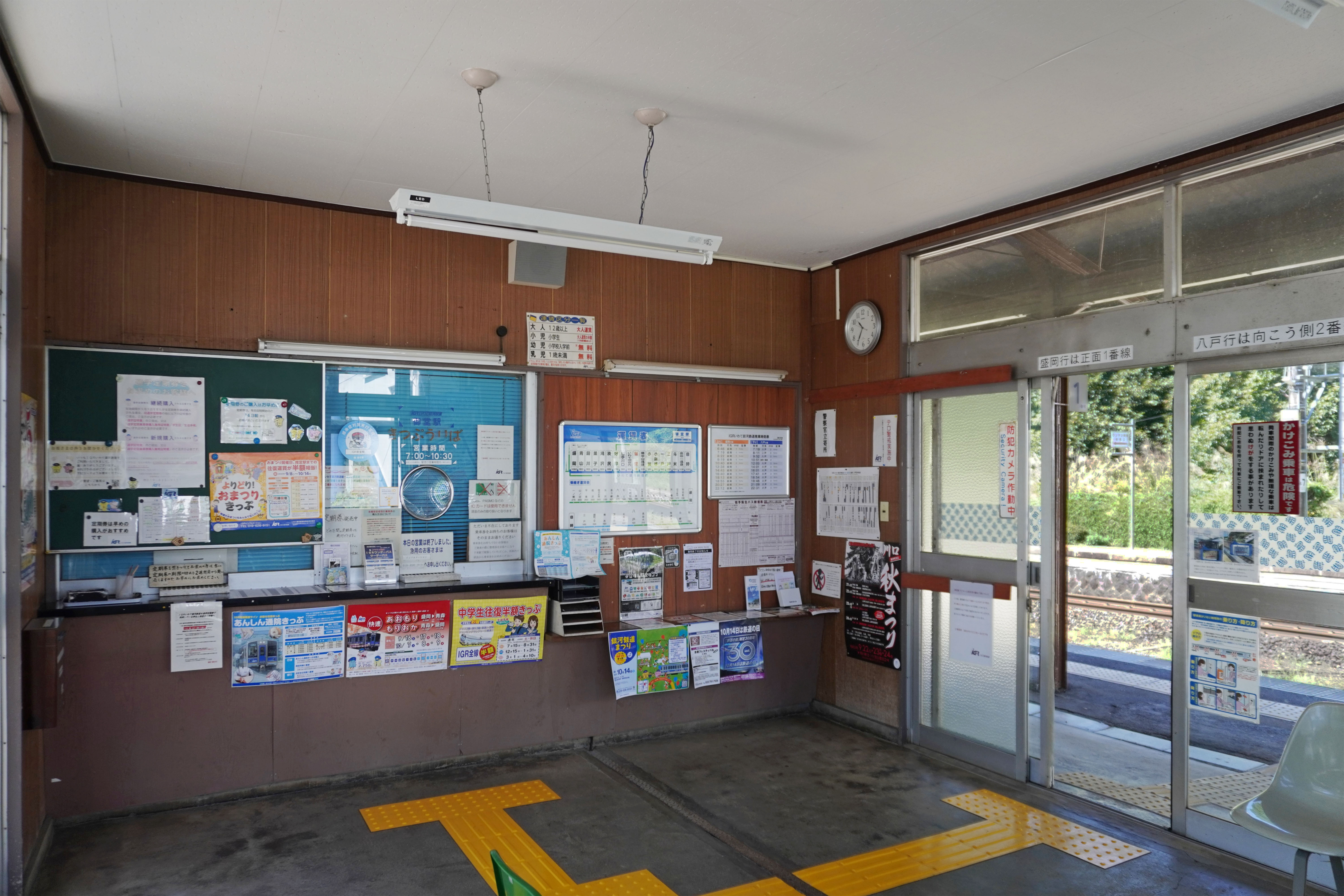
車站內部（2023年9月）

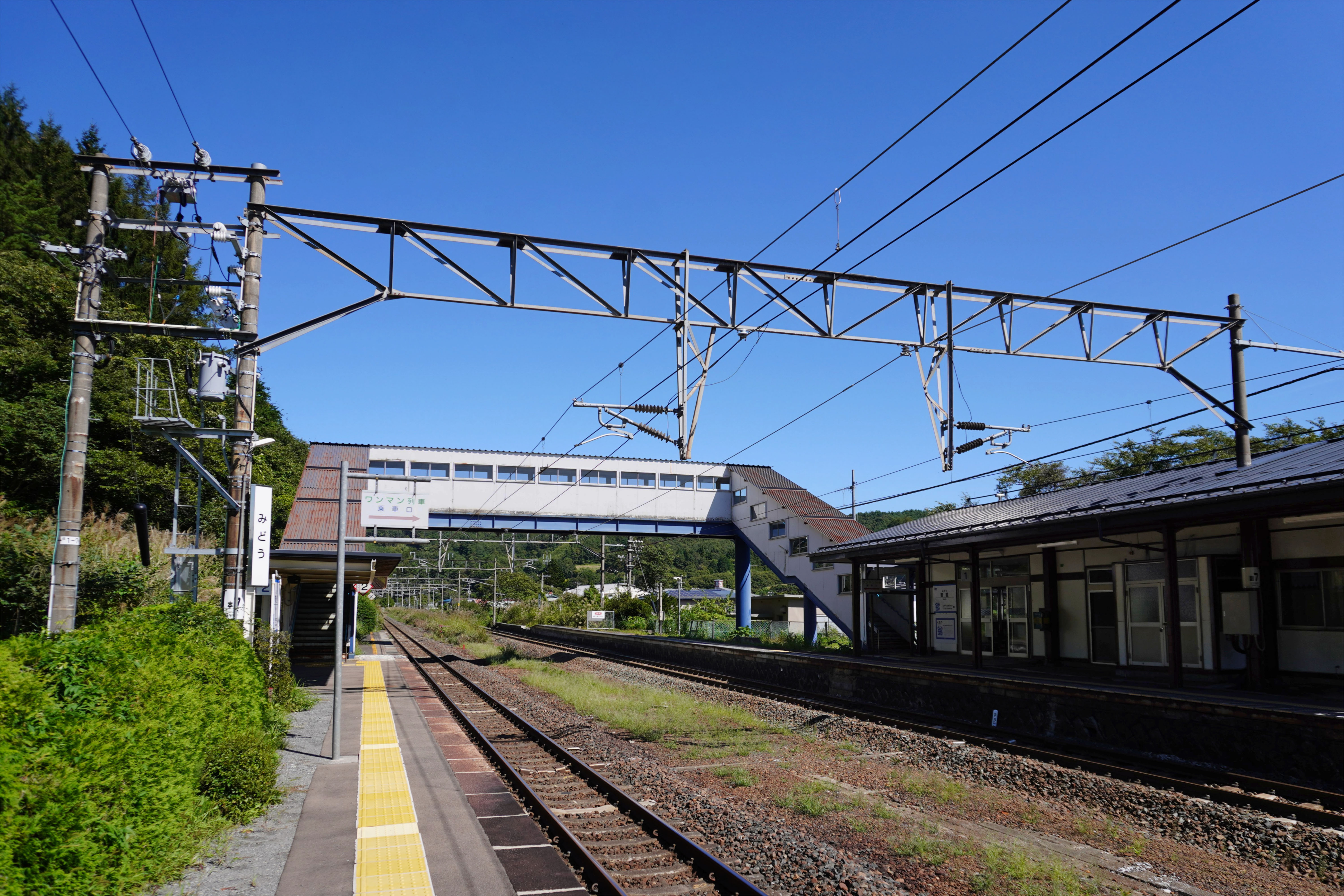
月台（2023年9月）

## 歷史
- 1918年（大正7年）11月1日：鐵道院開設御堂信號站。
- 1961年（昭和36年）4月15日：升級至車站，名為御堂站。
- 1980年（昭和55年）5月1日：成為無人車站。
- 1987年（昭和62年）4月1日：伴隨國鐵分割民營化，車站由東日本旅客鐵道（JR東日本）營運。
- 2002年（平成14年）12月1日：東北新幹線延伸至八戶，此站變由IGR岩手銀河鐵道管理。

## 車站構造
本站是地面車站，設有2面2線的相對式月台，各月台之間透過跨線橋連接。此站是由盛岡站管理的簡易委託車站。站內設有售票櫃臺（營業時間：7:00 - 10:30），但沒有檢票服務。在櫃臺營業時間帶中，一人控制列車會需要「首卡車廂的後門乘車，前門下車」。

### 月台
| 月台 | 路線            | 上下行 | 方向                 |
| ---- | --------------- | ------ | -------------------- |
| 1    | ■岩手銀河鐵道線 | 上行   | 岩手沼宮內、盛岡方向 |
| 2    | ■岩手銀河鐵道線 | 下行   | 二戶、八戶方向       |

## 使用狀況
根據「IGR岩手銀河鐵道」的資料，在2019年度（令和元年度）1日平均上下車人次為58人。
以下列出近年乘客人次：
| 乘車人次變化             | 乘車人次變化     | 乘車人次變化       | 乘車人次變化 |
| 年度                     | 1日平均 乘車人次 | 1日平均 上下車人次 | 參考資料     |
| ------------------------ | ---------------- | ------------------ | ------------ |
| 2000年（平成12年）       | 31               |                    | [ JR 1 ]     |
| 2001年（平成13年）       | 32               |                    | [ JR 2 ]     |
| 2002年（平成14年） (JR)  | 48               |                    | [ JR 3 ]     |
| 2002年（平成14年） (IGR) |                  | 71                 | [ IGR 2 ]    |
| 2003年（平成15年）       |                  | 68                 | [ IGR 3 ]    |
| 2004年（平成16年）       |                  | 60                 | [ IGR 4 ]    |
| 2005年（平成17年）       |                  | 47                 | [ IGR 5 ]    |
| 2006年（平成18年）       |                  | 47                 | [ IGR 6 ]    |
| 2007年（平成19年）       |                  | 49                 | [ IGR 7 ]    |
| 2008年（平成20年）       |                  | 61                 | [ IGR 8 ]    |
| 2009年（平成21年）       |                  | 50                 | [ IGR 9 ]    |
| 2010年（平成22年）       |                  | 45                 | [ IGR 10 ]   |
| 2011年（平成23年）       |                  | 48                 | [ IGR 11 ]   |
| 2012年（平成24年）       |                  | 48                 | [ IGR 12 ]   |
| 2013年（平成25年）       |                  | 47                 | [ IGR 13 ]   |
| 2014年（平成26年）       |                  | 42                 | [ IGR 14 ]   |
| 2015年（平成27年）       |                  | 52                 | [ IGR 15 ]   |
| 2016年（平成28年）       |                  | 50                 | [ IGR 16 ]   |
| 2017年（平成29年）       |                  | 52                 | [ IGR 17 ]   |
| 2018年（平成30年）       |                  | 48                 | [ IGR 18 ]   |
| 2019年（令和元年）       |                  | 58                 | [ IGR 1 ]    |

## 車站周邊
- 岩手町立水堀小學
- 北上川
- 國道4號
- 東北新幹線 岩手一戶隧道
- 御堂觀音（日语：正覚院 (岩手県岩手町)）（北上川源流公園“川之站”旁）

## 巴士路線
- 「尾呂部」巴士站（岩手縣北自動車（日语：岩手県北自動車），步行1分鐘）
  - 岩手沼宮內站、吉澤方向（假日暫停服務）

## 相鄰車站
IGR岩手銀河鐵道
■岩手銀河鐵道
岩手沼宮內－御堂－奧中山高原

## 注腳

### 使用狀況

#### JR東日本
1. ↑  . 東日本旅客鉄道.   [2019-02-03]. （原始内容存档于2018-02-13） （日语）.
2. ↑  . 東日本旅客鉄道.   [2019-02-03]. （原始内容存档于2019-04-02） （日语）.
3. ↑  . 東日本旅客鉄道.   [2019-02-03]. （原始内容存档于2019-04-02） （日语）.

#### IGR岩手銀河鐵道
1. 1 2   (PDF). IGRいわて銀河鉄道.   [2020-08-09]. （原始内容 (PDF)存档于2020-08-10） （日语）.
2. ↑   (PDF). IGRいわて銀河鉄道.   [2019-02-04]. （原始内容 (PDF)存档于2019-02-04） （日语）.
3. ↑   (PDF). IGRいわて銀河鉄道.   [2019-02-04]. （原始内容 (PDF)存档于2019-02-04） （日语）.
4. ↑   (PDF). IGRいわて銀河鉄道.   [2019-02-04]. （原始内容 (PDF)存档于2019-02-04） （日语）.
5. ↑   (PDF). IGRいわて銀河鉄道.   [2019-02-04]. （原始内容 (PDF)存档于2019-02-04） （日语）.
6. ↑   (PDF). IGRいわて銀河鉄道.   [2019-02-04]. （原始内容 (PDF)存档于2019-02-04） （日语）.
7. ↑   (PDF). IGRいわて銀河鉄道.   [2019-02-04]. （原始内容 (PDF)存档于2019-02-04） （日语）.
8. ↑   (PDF). IGRいわて銀河鉄道.   [2019-02-04]. （原始内容 (PDF)存档于2019-02-04） （日语）.
9. ↑   (PDF). IGRいわて銀河鉄道.   [2019-02-04]. （原始内容 (PDF)存档于2019-02-04） （日语）.
10. ↑   (PDF). IGRいわて銀河鉄道.   [2019-02-04]. （原始内容 (PDF)存档于2019-02-04） （日语）.
11. ↑   (PDF). IGRいわて銀河鉄道.   [2019-02-04]. （原始内容 (PDF)存档于2019-02-04） （日语）.
12. ↑   (PDF). IGRいわて銀河鉄道.   [2019-02-04]. （原始内容 (PDF)存档于2019-02-04） （日语）.
13. ↑   (PDF). IGRいわて銀河鉄道.   [2019-02-04]. （原始内容 (PDF)存档于2019-02-04） （日语）.
14. ↑   (PDF). IGRいわて銀河鉄道.   [2019-02-04]. （原始内容 (PDF)存档于2019-02-04） （日语）.
15. ↑   (PDF). IGRいわて銀河鉄道.   [2019-02-04]. （原始内容 (PDF)存档于2019-02-04） （日语）.
16. ↑   (PDF). IGRいわて銀河鉄道.   [2019-02-04]. （原始内容 (PDF)存档于2019-02-04） （日语）.
17. ↑   (PDF). IGRいわて銀河鉄道.   [2019-02-04]. （原始内容 (PDF)存档于2019-02-04） （日语）.
18. ↑   (PDF). IGRいわて銀河鉄道.   [2019-07-20]. （原始内容 (PDF)存档于2019-07-08） （日语）.

## 外部連結
- IGR岩手銀河鐵道 御堂站 （页面存档备份，存于）（日語）